# Odilia (inslagkrater)
Odilia is een inslagkrater op de planeet Venus. Odilia werd in 1985 genoemd naar Odilia, een Portugese meisjesnaam.
De krater heeft een diameter van 20,8 kilometer en bevindt zich in het quadrangle Snegurochka Planitia (V-1).